# Vektorski mezon
Vektorski mezon vrsta mezonov, ki imajo skupni spin enak 1 in liho (neparno) parnost (JP=1-).
V vektorskem mezonu sta spina kvarkov vzporedna. 

## Primeri
- mezon ρ
- mezon ω
- mezon φ
- K*(892) mezon
- D* mezon
- mezon J/Ψ
- mezon Υ